# San Miguel de Cunaviche
Pour les articles homonymes, voir San Miguel et Cunaviche.
San Miguel de Cunaviche, ou simplement Cunaviche, est la capitale de la paroisse civile de Cunaviche dans la municipalité de Pedro Camejo dans l'État d'Apure au Venezuela.